# 6970 Saigusa
A 6970 Saigusa (ideiglenes jelöléssel 1992 AL1) a Naprendszer kisbolygóövében található aszteroida. Satoru Otomo fedezte fel 1992. január 10-én.